# Ryota Kuwajima
Ryota Kuwajima (桑島 良汰 Kuwajima Ryota?), född 5 september 1992 i Wakayama prefektur, är en japansk fotbollsspelare.
Kuwajima började sin karriär 2015 i FC Osaka. 2016 flyttade han till FC Imabari.